# 謝政豪
謝政豪（1990年6月11日—），藝名DJ Hauer，臺灣音樂人、創業者，臺灣吧創始人兼董事長、薩泰爾娛樂聯合創始人、脫口秀《博恩夜夜秀》製作人。

## 生平
謝政豪自幼在新竹科學園區長大，父親是工程師主管，母親是園區的物流業者。父母原生家庭較貧窮，二人均苦讀書考試打拼，家境平平。謝政豪中學就讀國立科學工業園區實驗高級中學（科園實中）普通班，他常跟雙語部的同學一起打球，亦因此提升英語水平。謝政豪當時滿分300的國民中學學生基本學力測驗考到291分，因此他有更多時間從事課外活動，如每兩週搭一次臺灣高鐵到臺北的餐廳實習DJ，亦上網路論壇學習相關知識。
2008年，謝政豪考上臺灣大學，半工半讀。期間他找到第一份DJ的工作，全部相關器材都是他自行購買的，相關技術亦是他自學的。謝政豪曾在唱片行打工、跟朋友創建獨立音樂工作室、加入好友的影像製作團隊參與製片。在影像製作團隊解散後便規劃自己出國追尋DJ夢。他計劃累積做作品輯、建立國際知名度，再回到臺灣創辦音樂公司，以母雞帶小雞的方式建培育音樂人才。
2014年2月謝政豪服兵役，當月開始寫企劃書。服兵役，謝政豪觀察到網路學習的華語文化市場需求。加上爆發的太陽花學運令他有感於抗爭艱難，決定以發展企業去延續抗爭。8月，謝政豪在反覆修改企劃書後，與三位同齡人一起創立臺灣吧，以動畫形式表達臺灣的歷史。
2018年，薩泰爾娛樂執行長謝政豪發現臺灣觀眾對於政治、社會議題的關注較高，但臺灣缺乏美式政治脫口秀的節目。加上臺灣的美式喜劇演員漸漸開始擁有獨立售票能力，謝政豪決定與前臺灣吧寫手、美式喜劇演員曾博恩合作，以製作人身份在2018年底推出脫口秀節目《博恩夜夜秀》。
2022年1月，謝政豪卸任執行長，轉任薩泰爾娛樂董事暨製作顧問。

## 觀點
謝政豪認為以臺灣較低的天然資源就不適合高科技產業，並認為臺灣應當發展文化產業。他認為歷史是台灣大眾迫切關注的問題。謝政豪自稱「台灣社運老手」，18歲參加野草莓運動，之後亦參加反媒體壟斷大遊行、白衫軍運動和太陽花學運，他主張以輕鬆幽默方式抗爭。他支持新媒體發展，並稱「下一個10年是新媒體的下半場」。